# Mudatemba
Mudatemba är ett vattendrag i Burundi.   Det ligger i provinsen Kayanza, i den nordvästra delen av landet, 50 kilometer nordost om huvudstaden Bujumbura.
Omgivningarna runt Mudatemba är en mosaik av jordbruksmark och naturlig växtlighet. Runt Mudatemba är det tätbefolkat, med 297 invånare per kvadratkilometer.